# 井上佐由紀
井上 佐由紀（いのうえ さゆき、1974年 - ）は福岡県柳川市出身の写真家。

## 略歴
- 1974年 - 福岡県柳川市に生まれる。
- 1992年 - 福岡県立伝習館高等学校卒業
- 1997年 - 九州産業大学芸術学部写真映像学科卒業

## 主な個展
- 2008「screen」limArt（東京）
- 2009「reflection」恵文社（京都）/limArt（東京）
- 2012「意思の無い生物」nap Gallery（東京）
- 2013「くりかえし」nap Gallery（東京）
- 2018「私は初めて見た光を覚えていない」nap Gallery（東京）

## 主な参加企画展
- 2019-20「日本の新進作家展 Vol.16」東京都写真美術館
- 2020「高松コンテンポラリーアート・アニュアル Vol.09」高松市美術館
- 2021-22「The World Beyond the World」RONGYI ART MUSEUM, 上海

## 写真集
- 2007「screen」uNdercurrent
- 2009「reflection」buddhapress

## コレクション
- 上海多倫路現代美術館
- フランス国立図書館
- サンフランシスコ近代美術館
- 東京都写真美術館